# Carl Aage Hilbert
Carl Aage Hilbert (født 27. marts 1899 i København, død 17. oktober 1953) var dansk jurist og amtmand på Færøerne 1936-1945. Derefter var han landsdommer.
C.A. Hilbert er søn af Doretha Marie, født Barnucka, og Emil Christopher Hilbert, København. Han var gift med Gudrun Marie Christine. (født Nielsen 1900) Sammen havde de datteren Birgit, født 1927, og sønnen Niels-Ole, født 1932.
Efter sin studentereksamen 1916 fra Efterslægtsselskabets Skole studerede C.A. Hilbert Jura og blev cand.jur. 1921. Han var ansat i forskellige ministerier, fung. sekretær i Indenrigsministeriet 1922, i Justitsministeriet 1923, sekretær 1929; fuldmægtig 1933; tillige medarbejder i Landsoverskatterådet 1921-36; sekretær ved Overfredningsnævnet 1933-36; kst. dommer i Københavns Amts søndre Birk 1930-36 og fra 1930 dommer i København. 1936 blev han amtmand på Færøerne.
I hans amts tid blev den færøske sprog og flagstrid udkæmpet, som den færøske nationalbevægelse vandt. Efter at Færøerne blev besat af Storbritannien 1940, blev flagstriden uventet løst, da Churchill forlangte at alle færøske skibe skulle føre det færøske flag.
Da Færøerne var afskåret for at have forbindelse med det tysk besatte Danmark, dannede Hilbert sammen med et udvalg af Lagtingsmedlemmer og Lagmanden en færøsk regering.
Selvom Hilbert i de første fire år af sin tid som amtmand ofte var under skarp kritik, bliver han overvejende i nutiden rost for sin indsats i besættelsesårene. Med slutningen af 2. verdenskrig på Færøerne 1945, endte også Hilberts tid som Færøernes amtmand.
Han var dommer i Østre Landsret fra 1947; formand for Dispensationsnævnat vedr. tysk og japansk Ejendom 1946-48; Kgl. Kommissarius ifor Konfiskation af tysk og japansk Ejendom 1948.
Han var Ridder af Dannebrog og Dannebrogsmand.